# 172734 Giansimon
172734 Giansimon este un asteroid din centura principală de asteroizi.

## Descriere
172734 Giansimon este un asteroid din centura principală de asteroizi. A fost descoperit pe 10 februarie 2004 la San Marcello Pistoiese de Luciano Tesi și Giancarlo Fagioli. Asteroidul prezintă o orbită caracterizată de o semiaxă mare de 2,53 ua, o excentricitate de 0,13 și o înclinație de 7,0° în raport cu ecliptica.